# Arnouville
Arnouville (dawniej Arnouville-lès-Gonesse) – miejscowość i gmina we Francji, w regionie Île-de-France, w departamencie Dolina Oise.
Według danych na rok 1990 gminę zamieszkiwały 12 223 osoby, a gęstość zaludnienia wynosiła 4304 osób/km² (wśród 1287 gmin regionu Île-de-France Arnouville plasuje się na 212. miejscu pod względem liczby ludności, natomiast pod względem powierzchni na miejscu 823).